# Kevin Gaudet
Kevin Gaudet (* 22. Oktober 1963 in Moncton, New Brunswick) ist ein kanadischer Eishockeytrainer und ehemaliger -spieler. Seit Januar 2025 ist er erneut Cheftrainer der Hannover Scorpions aus der Eishockey-Oberliga Nord.

## Karriere
Kevin Gaudet spielte bereits seit seiner frühen Kindheit zusammen mit seinen Brüdern Oscar und Ronald Eishockey. Erste Erfolge konnte er mit der Mannschaft der Universität Moncton feiern, mit der er zweimal Meister wurde. Später stieß Gaudet zur Mannschaft der Moncton Hawks aus der AHL. Zweimal erhielt er Try-out-Verträge von NHL-Franchises. Als Stürmer stand er sowohl im Kader der Edmonton Oilers als auch der Minnesota North Stars.
1985 kam er nach Europa und heuerte beim HC Val Vanoise aus dem französischen Méribel an. Dort blieb er bis 1991 und übernahm auch zusätzlich das Traineramt.
Zu Beginn der Saison 1991/92 wurde Gaudet Spielertrainer beim ESC Wedemark, der sein Premierenjahr in der Oberliga hatte. Unter Gaudets Leitung wurde der zum Ziel gesetzte Klassenerhalt erreicht, im zweiten Oberligajahr 1992/93 gelang der Mannschaft bereits der Aufstieg in die zweithöchste Spielklasse im deutschen Eishockey. Der bis dahin größte Erfolg in seiner Trainerkarriere gelang dem Kanadier 1996, als die Mannschaft Meister der 1. Liga wurde und dadurch in die höchste deutsche Spielklasse, die Deutsche Eishockey Liga, aufstieg. Inzwischen hatte Gaudet seine Spielerkarriere beendet, er blieb aber seinem Verein, der mittlerweile Hannover Scorpions hieß, bis 2000 als Trainer erhalten. 2000 wurde der Kanadier vom Schweden Curt Lindström im Traineramt abgelöst, zu Beginn der Saison 2000/01 kehrte er allerdings bereits an die Bande der Scorpions zurück. Die zweite Amtszeit in Hannover dauerte jedoch nur kurz, da Gaudet aufgrund der enttäuschenden sportlichen Situation im Januar 2001 beurlaubt und vom Schweden Olle Öst beerbt wurde.
Im Dezember 2001 wurde Kevin Gaudet Cheftrainer beim Zweitligisten EHC Straubing. Er trainierte den bayerischen Verein von 2001 bis 2004, die Mannschaft zog unter der Leitung des Kanadiers zweimal in die Play-offs ein, scheiterte jedoch jeweils in der ersten Runde. Während der Saison 2004/05 verließ Gaudet Straubing, da ihm ein Angebot seines ehemaligen Arbeitgebers Hannover Scorpions vorlag. Im November 2004 trat er seine dritte Amtszeit als Cheftrainer des DEL-Clubs an. Diese dauerte bis zur Saison 2005/06, in der unter Gaudets Leitung das Play-off-Halbfinale erreicht werden konnte.
2007 wurde der Kanadier Cheftrainer der Vienna Capitals in der österreichischen Bundesliga, mit denen er bis 2011 dreimal das Play-off-Halbfinale erreichte.
Ab dem 25. November 2011 war Kevin Gaudet Cheftrainer des Eishockey-Zweitligisten Bietigheim Steelers. In der ersten Saison bei den Steelers gewann er auf Anhieb mit seinem neuen Team den DEB-Pokal 2011/12.
In der Saison 2012/13 konnte er mit seiner Mannschaft den DEB-Pokal verteidigen. Außerdem gewannen die Steelers im gleichen Jahr die Meisterschaft der 2. Bundesliga und machten somit das Double perfekt. Der Aufstieg mit den Steelers gelang jedoch nicht, da die finanziell stärkeren Schwenninger Wild Wings die DEL-Lizenz der Hannover Scorpions erwarben. Nachdem er in der Saison 2013/14 mit den Steelers im Finale an den Fischtown Pinguins aus Bremerhaven gescheitert war, gewann er mit seiner Mannschaft in der Saison 2014/15 im Finale gegen die Pinguins die DEL2-Meisterschaft. In der Saison 2015/16 führte Gaudet die Steelers wieder ins DEL2-Finale, wo man den Kassel Huskies unterlag. Anfang März 2018 gab Bietigheim bekannt, finanzielle Einsparungen machen zu müssen und sich aus diesem Grund am Ende der Saison 2017/18 von Gaudet zu trennen. „In keiner Trainerära waren die Steelers erfolgreicher und haben sich in den sechs Jahren der Ära Gaudet als Spitzenteam der DEL2 fest etabliert“, würdigte der Verein Gaudets Verdienste. Zum Abschluss seiner Amtszeit in Bietigheim-Bissingen führte er die Mannschaft abermals zum Gewinn des DEL2-Meistertitels.
Anfang Mai 2018 wurde Gaudet als neuer Cheftrainer des DEL-Klubs Nürnberg Ice Tigers vorgestellt. Bereits Ende September 2018 schied er in Nürnberg aufgrund unterschiedlicher Ansichten über die Mannschaftsführung und die Taktik aus dem Amt. Bis zum Zeitpunkt der Trennung hatten die Franken unter Gaudet einen Sieg und drei Niederlagen in der DEL-Saison 2018/19 verbucht.
Ende Mai 2019 wurde er als neuer Trainer des DEL2-Vereins Tölzer Löwen vermeldet. Mit diesem stieg er 2022 aus der DEL2 ab, verließ den Club und wurde Trainer bei den Hannover Scorpions aus der Eishockey-Oberliga Nord. Dort wurde er nach der Saison 2023/24 nicht weiterbeschäftigt. Nach der Entlassung von Tom Barrasso im Januar 2025 kehrte er jedoch zu den Hannover Scorpions zurück.

## Erfolge und Auszeichnungen
- Pokalsieger DEB-Pokal 2011/12 mit dem SC Bietigheim-Bissingen (als Cheftrainer)
- Pokalsieger DEB-Pokal 2012/13 mit dem SC Bietigheim-Bissingen (als Cheftrainer)
- Meister der 2. Bundesliga 2012/13 mit dem SC Bietigheim-Bissingen (als Cheftrainer)
- Meister der DEL2 2014/15 mit dem SC Bietigheim-Bissingen (als Cheftrainer)
- Meister der DEL2 2017/18 mit dem SC Bietigheim-Bissingen (als Cheftrainer)